# 王平久
王平久（1971年11月—），男，汉族，湖北公安县人，中华人民共和国作词家、政治人物，知名作品包括《生死不离》（舒楠作曲）、《一起向未来》（常石磊作曲）等。曾任北京奥组委文化活动部处长，现任中宣部电影卫星频道节目制作中心副总编辑。第十四届全国政协委员。

## 生平
王平久1971年11月出生于公安县，1987年至1989年在沙市中学就读，1989年加入中国人民解放军，其后在部队接触新闻工作，1999年转业至北京电视台，2003年进入第29届奥林匹克运动会组织委员会负责奥运文化推广活动。
2008年初，王平久为以刘长春为主题的电影《一个人的奥林匹克》创作了主题曲《站起来》的歌词（舒楠谱曲，成龍、王力宏、孙燕姿、韩红演唱）。汶川大地震发生后，王平久于2008年5月14日创作了《生死不离》，且同样由舒楠谱曲。同年8月7日，王平久参加了2008年夏季奧林匹克運動會火炬接力，是奥运火炬北京昌平段传递的最后一棒火炬手。2008年夏季奥林匹克运动会闭幕前夕，王平久为闭幕式创作了歌曲《難說再見》（金培達作曲）。
北京奥运闭幕后，王平久曾住院三个月，出院后继续创作生涯，作品诸如2009年为中华人民共和国成立60周年创作的《国家》（金培達作曲）、2011年为中国共产党成立90周年创作的《民生》（金培達作曲）、2012年伦敦奥运会前夕创作的《北京祝福你》（常石磊作曲）。
2015年，北京申办2022年冬季奥林匹克运动会，王平久创作了4首申冬奥主题歌曲《冰雪舞动》、《北京》、《重逢》、《叫醒冬天》，7月31日申办结果揭晓时又发布了其第五首冬奥主题歌曲《雪恋》，2016年起又与常石磊共同创作了以冬奥会吉祥物为灵感创作的《相约北京》、冬奥志愿者主题歌《燃烧的雪花》、冬奥倒计时百天主题歌《我们北京见》、冬奥主题口号推广歌曲《一起向未来》。